# Sneakernight
«Sneakernight» es una canción por la cantante pop americana Vanessa Hudgens. Es el único sencillo de su segundo álbum, Identified. Producida por J. R. Rotem, fue disponible en iTunes el 27 de mayo de 2008, y fue lanzada en Alemania el 6 de febrero de 2008.

## Recepción de la crítica
Maria Dinoia, de Common Sense Media, declaró: "Los padres deben saber que, a diferencia de otras canciones de esta estrella de High School Musical, que suelen tratar sobre chicos y relaciones en la preparatoria, esta es una canción inocua sobre ir a bailar. El video, bastante suave, muestra a Hudgens poniéndose las zapatillas, yendo a la discoteca y, sí, bailando".
Ryan Dombal de Blender dijo: "Y todo parece bastante inocente, pero eso "básicamente" nos hace pensar que estas noches de zapatillas pueden ser más que un simple baile. La insinuación está ahí para quienes quieran oírla ("¡Ponte las zapatillas / Vamos a bailar toda la noche!"). Los adolescentes bailarán (y reirán), los padres pagarán de más por el concierto y todo irá bien en el universo del pop adolescente."

## Vídeo musical
El video musical muestra a Hudgens yendo a una fiesta con un grupo de amigos que llevan zapatillas de neón brillantes (zapatillas Eckō Unltd. Comienza con Hudgens llamando a sus amigas por su celular y eligiendo unas zapatillas. En la segunda estrofa, ya está en la fiesta y, mientras se dirige hacia un chico que la mira fijamente, otro chico la bloquea e intenta impresionarla mostrándole algunos pasos de baile. Se estrenó en Disney.com el 13 de junio de 2008 y en TRL de MTV el 1 de julio de 2008. El video fue dirigido por R. Malcolm Jones.

## Posicionamiento en listas
| País (Lista 2008)                  | Mejor posición |
| ---------------------------------- | -------------- |
| Brazilian Hot 100                  | 41             |
| Australia ARIA Charts              | 94             |
| Eslovaquia Radio Top 100           | 66             |
| Alemania Official German Charts    | 98             |
| Reino Unido UK Singles Chart       | 164            |
| Canadá Canadian Hot 100            | 95             |
| Estados Unidos (Billboard Hot 100) | 88             |

| País (Lista 2009)    | Mejor posición |
| -------------------- | -------------- |
| Hot Dance Club Songs | 26             |

## Formatos y listado de canciones
Sencillo Alemán
1. "Sneakernight"
2. "Sneakernight" (Mr. Mig Retrogroove Edit)
3. "Sneakernight" (Albert Castillo Radio Mix)

Remixes EP
1. "Sneakernight" Albert Castillo Club Mix
2. "Sneakernight" Albert Castillo Radio Edit
3. "Sneakernight" Mr. Mig Dub
4. "Sneakernight" Mr. Mig Retrogroove Extended Mix
5. "Sneakernight" Mr. Mig Retrogoove Radio Edit
6. "Sneakernight" Mr. Mig Rhythm Tribal Extended
7. "Sneakernight" Mr. Mig Rhythm Tribal Radio Edit